# Джуді Реєс
Джуді Реєс (англ. Judy Reyes; нар. 5 листопада 1967) — американська акторка, найбільш відома роботами на телебаченні — своєю роллю медсестри Карли Еспінози в серіалі «Клініка» (2001-2009) та покоївки Зойли Діас у «Підступних покоївках» (2013-2016). 

## Кар'єра
Реєс за свою кар'єру з'явилася в декількох десятках телевізійних шоу. Вона дебютувала в 1992 році в епізоді серіалу «Закон і порядок» і наступне десятиліття грала невеликі ролі у великих серіалах, таких як «Поліція Нью-Йорка», «Клан Сопрано» і «В'язниця Оз». Участь Реєс у повнометражних фільмах мала спорадичний характер, її єдина значуща роль була у фільмі Мартіна Скорсезе «Воскрешаючи мерців» (1999), де вона зіграла медсестру.
Джуді Реєс найбільш відома своєю роллю іншої медсестри — Карли Еспінози в ситкомі каналів NBC і ABC «Клініка». Вона знімалася в шоу з 2001 по 2009 рік — упродовж восьми сезонів. У перервах між роботою в телесеріалі Реєс знялася в кількох телефільмах, в основному, для «жіночого» каналу Lifetime. Найбільшою роллю стала роль у телефільмі 2008 року «Пропала маленька дівчинка», заснованому на реальній історії, де Реєс знялася разом із Аною Ортіс, майбутньою колегою по серіалу «Підступні покоївки». Після «Клініки» вона з'явилася в епізодах серіалів «Медіум», «Без координат», «Закон і порядок: Спеціальний корпус», «Касл» тощо.
У 2012 році Реєс отримала одну з основних ролей у серіалі «Підступні покоївки», який спочатку знімався для каналу ABC, але в підсумку вийшов на кабельному Lifetime, який «підібрав» проєкт у червні 2012 року.
У фільмі «Спадкоємство», прем’єра якого відбулася 3 червня 2018 року на HBO, Рейес грає Єву, виконавчого продюсера каналу новин ATN медіаконгломерату Waystar Royco.
У 2022 році Рейес зіграла гостьову роль у третьому сезоні серіалу «Бетвумен», де зіграла Кікі Рулетт, яка відповідала за створення радісного зумера для Джокера.

## Особисте життя
Джуді Реєс є однією з чотирьох дочок у родині і має сестру-близнюка на ім'я Жозелін (яка зіграла парамедика в телесеріалі «Закон і порядок: Спеціальний корпус» та з'являлася у 2004 році в двох епізодах «Кліники» в ролі Габріели Еспінози). Реєс закінчила Гантерський коледж на Манхеттені, де і почалася її акторська кар'єра. Була одружена зі сценаристом та режисером Едвіном Фігуеро протягом одинадцяти років. 27 листопада 2009 вона народила дочку Лейлу Рей Валенсія від свого бойфренда Джорджа Валенси. У вересні 2006 року Реєс зламала тазостегновий суглоб, що знайшло своє відображення в одному з епізодів «Клініки»

## Фільмографія

### Акторка
| Рік       |    | Українська назва                         | Оригінальна назва                                             | Роль                                     |
| --------- | -- | ---------------------------------------- | ------------------------------------------------------------- | ---------------------------------------- |
| 2024      | ф  | Наша маленька таємниця                   | Our Little Secret                                             | Маргарет                                 |
| 2023      | ф  | Черепахи аж до низу                      | Turtles All the Way Down                                      | Джина Холмс                              |
| 2020      | с  | Темніють                                 | Black-ish                                                     | д-р Пол (1 епізод)                       |
| 2020      | ф  |                                          | All Together Now                                              | Донна                                    |
| 2017—2020 | с  | У пошуку                                 | Search Party                                                  | Деб (4 епізоди)                          |
| 2017—2020 | с  |                                          | One Day at a Time                                             | Рамона (10 епізодів)                     |
| 2019—2020 | с  |                                          | Better Things                                                 | Лала (3 епізодів)                        |
| 2017—2019 | с  | Кігті                                    | Claws                                                         | Тихоня Енн (30 епізодів)                 |
| 2015—2019 | с  | Незаймана Джейн                          | Jane the Virgin                                               | Діна Міларго (11 епізодів)               |
| 2018      | с  | Брудний Джон                             | Dirty John                                                    | Верга (2 епізоди)                        |
| 2018      | с  | Правонаступництво                        | Succession                                                    | Ева (3 епізоди)                          |
| 2017      | ф  | Сфера                                    | The Circle                                                    | Конгресвумен Сантос                      |
| 2016      | с  | Блакитна кров                            | Blue Bloods                                                   | Коріна Гарза (1 епізод)                  |
| 2013—2016 | с  | Підступні покоївки                       | Devious Maids                                                 | Зоїла Діас (49 епізодів)                 |
| 2016      | ф  |                                          | Girl Flu.                                                     | Селеста                                  |
| 2016      | с  | Гарна дружина                            | The Good Wife                                                 | Нола Гадес (1 епізод)                    |
| 2015      | ф  |                                          | My Name Is David                                              |                                          |
| 2015      | с  | Труднощі асиміляції                      | Fresh Off the Boat                                            | Мінді (1 епізод)                         |
| 2015      | с  | Я — зомбі                                | iZombie                                                       | Лола Абано (1 епізод)                    |
| 2012      | с  |                                          | Randy Cunningham: 9th Grade Ninja                             | Сеньйора Хорхе (голос, 1 епізод)         |
| 2012      | с  |                                          | Happily porced                                                | Тереза (1 епізод)                        |
| 2012      | тф | Проєкт «Вагітність»                      | The Pregnancy Project                                         | Хуана                                    |
| 2011      | кф |                                          | Kaylien                                                       | учителька                                |
| 2011      | с  | Закон і порядок: Спеціальний корпус      | Law & Order: Special Victims Unit                             | Інес Рівера (1 епізод)                   |
| 2011      | ф  | Без чоловіків                            | Without Men                                                   | Магнолія                                 |
| 2011      | с  |                                          | Off the Map                                                   | Ева Моран (2 епізоди)                    |
| 2011      | ф  | Ган-Гілл-роуд                            | Gun Hill Road                                                 | Анджела Родрігес                         |
| 2010      | кф |                                          | Ask Alan                                                      | Ванесса                                  |
| 2010      | с  | Медіум                                   | Medium                                                        | Джейн Лівінгстон (1 епізод)              |
| 2009      | с  |                                          | Hawthorne                                                     | Віта Гонсалес (1 епізод)                 |
| 2001—2009 | с  | Клініка                                  | Scrubs                                                        | Карла Еспіноза, медсестра (169 епізодів) |
| 2009      | с  | Касл                                     | Castle                                                        | Тереза Кандела (1 епізод)                |
| 2009      | с  | Клініка: Інтерни                         | Scrubs: Interns                                               | Карла Еспіноза                           |
| 2008      | ф  | Покерний клуб                            | The Poker Club                                                | детектив Паттерсон                       |
| 2008      | тф | Загублена дівчинка: Історія Делімар Вери | Little Girl Lost: The Delimar Vera Story                      | Луз Куевас                               |
| 2008      | ф  |                                          | Glow Ropes: The Rise and Fall of a Bar Mitzvah Emcee          | Ванесса Дюпрі                            |
| 2008      | с  |                                          | Ylse                                                          | Джуді                                    |
| 2007      | кф |                                          | The Passion                                                   | Адіо                                     |
| 2006      | тф | Наш дім                                  | Our House                                                     | Біллі                                    |
| 2005      | ф  | Брудна справа                            | Dirty                                                         | Браянт                                   |
| 2005      | с  | Сильні ліки                              | Strong Medicine                                               | Джейн Лопес (1 епізод)                   |
| 2004      | кф |                                          | El cuarto                                                     |                                          |
| 2004      | ф  |                                          | King of the Corner                                            | Кетлін Делегант, медсестра               |
| 2003      | с  |                                          | Blue's Clues                                                  | Кармен (1 епізод)                        |
| 2002      | тф | Превеселе Різдво з Маппетами             | It's a Very Merry Muppet Christmas Movie                      | Карла Еспіноза, медсестра                |
| 2002      | ф  | Вашингтон-Гайтс                          | Washington Heights                                            | Дейзі                                    |
| 1999—2002 | с  | В'язниця Оз                              | Oz                                                            | Тіна Рівера (5 епізодів)                 |
| 2001      | ф  |                                          | Home Invaders                                                 |                                          |
| 2001      | тф |                                          | WW 3                                                          | Марія Крус                               |
| 2001      | с  | Третя зміна                              | Third Watch                                                   | Джина Фуентес (2 епізоди)                |
| 2001      | с  |                                          | 100 Centre Street                                             | Олівія (1 епізод)                        |
| 2000      | ф  | Король джунглів                          | King of the Jungle                                            | Лідія Моррето                            |
| 2000      | с  |                                          | Madigan Men                                                   | Вера, вигульниця собак (1 епізод)        |
| 2000      | с  | Клан Сопрано                             | The Sopranos                                                  | Мішель (1 епізод)                        |
| 1999      | кф |                                          | Taino                                                         | сестра                                   |
| 1999      | ф  | Воскрешаючи мерців                       | Bringing Out the Dead                                         | Медсестра реанімації                     |
| 1999      | тф |                                          | Mind Prey                                                     | детектив Вега                            |
| 1998      | с  |                                          | Trinity                                                       | Пані Купідерос (1 епізод)                |
| 1998      | ф  | Ґодзілла                                 | Godzilla                                                      | жінка                                    |
| 1998      | ф  |                                          | Went to Coney Island on a Mission from God... Be Back by Five | офіціантка                               |
| 1997      | ф  |                                          | Lena's Dreams                                                 | Мартіса                                  |
| 1997      | с  |                                          | Nothing Sacred                                                | Маріца (2 епізоди)                       |
| 1997      | с  | Косбі                                    | Cosby                                                         | Пані Реєс (1 епізод)                     |
| 1996      | ф  |                                          | No Exit                                                       | Марія Лентіні                            |
| 1996      | тф |                                          | The Prosecutors                                               | Марія Валкес                             |
| 1996      | с  | Поліція Нью-Йорка                        | NYPD Blue                                                     | Анна Ортіс (1 епізод)                    |
| 1995      | с  |                                          | CBS Schoolbreak Special                                       | Жизель (1 епізод)                        |
| 1994      | с  |                                          | New York Undercover                                           | Гелена (1 епізод)                        |
| 1994      | с  | Таємниці Косбі                           | The Cosby Mysteries                                           | Лаура Монтеро (1 епізод)                 |
| 1994      | с  |                                          | As the World Turns                                            | Ніта (1 епізод)                          |
| 1993      | с  |                                          | Street Justice                                                | Джоді (1 епізод)                         |
| 1992      | ф  | Джек і його друзі                        | Jack and His Friends                                          | Розі                                     |
| 1992      | с  | Закон і порядок                          | Law & Order                                                   | Марія Баррагон (1 епізод)                |

### Режисерка, продюсерка
| Рік  |    | Українська назва | Оригінальна назва                                    | Роль                |
| ---- | -- | ---------------- | ---------------------------------------------------- | ------------------- |
| 2017 | с  |                  | LaGolda                                              | виконавчий продюсер |
| 2008 | ф  |                  | Glow Ropes: The Rise and Fall of a Bar Mitzvah Emcee | продюсер            |
| 2007 | кф |                  | The Passion                                          | режисер             |
| 2003 | кф |                  | Moment to Moment                                     | виконавчий продюсер |
| 1999 | кф |                  | Taino                                                | продюсер            |

### Музичні відео
| Рік  | Назва                 | Виконавець                       | Роль       |
| ---- | --------------------- | -------------------------------- | ---------- |
| 2019 | My Type (Claws Remix) | Saweetie                         | Тихоня Енн |
| 2018 | One Day               | Logic (разом із Раяном Теддером) | Джуді Реєс |

## Нагороди і номінації
| Рік  | Нагорода                 | Організація                          | Номінація                                                    | Робота                                          | Результат |
| ---- | ------------------------ | ------------------------------------ | ------------------------------------------------------------ | ----------------------------------------------- | --------- |
| 2016 | Vision Award             | NAMIC Vision Awards                  | Best Performance — Comedy                                    | «Підступні покоївки»                            | Номінація |
| 2015 | Imagen Award             | Imagen Foundation Awards             | Best Actress — Television                                    | «Підступні покоївки»                            | Номінація |
| 2014 | Imagen Award             | Imagen Foundation Awards             | Best Actress/Television                                      | «Підступні покоївки»                            | Номінація |
| 2013 | LA Femme Filmmaker Award | LA Femme International Film Festival | Lupe Ontiveros Image Award                                   |                                                 | Перемога  |
| 2012 | Imagen Award             | Imagen Foundation Awards             | Best Supporting Actress/Television                           | The Pregnancy Project (2012)                    | Номінація |
| 2009 | ALMA Award               | ALMA Awards                          | Actress in Television — Comedy                               | «Клініка»                                       | Номінація |
| 2009 | Imagen Award             | Imagen Foundation Awards             | Best Actress/Television                                      | Little Girl Lost: The Delimar Vera Story (2008) | Номінація |
| 2008 | ALMA Award               | ALMA Awards                          | Outstanding Female Performance in a Comedy Television Series | «Клініка»                                       | Перемога  |
| 2007 | Imagen Award             | Imagen Foundation Awards             | Best Actress — Television                                    | «Клініка»                                       | Номінація |
| 2007 | OFTA Television Award    | Online Film & Television Association | Best Supporting Actress in a Comedy Series                   | «Клініка»                                       | Номінація |
| 2006 | ALMA Award               | ALMA Awards                          | Outstanding Actress in a Television Series                   | «Клініка»                                       | Перемога  |
| 2006 | OFTA Television Award    | Online Film & Television Association | Best Supporting Actress in a Comedy Series                   | «Клініка»                                       | Номінація |
| 2005 | Imagen Award             | Imagen Foundation Awards             | Best Actress — Television                                    | «Клініка»                                       | Номінація |
| 2005 | OFTA Television Award    | Online Film & Television Association | Best Supporting Actress in a Comedy Series                   | «Клініка»                                       | Номінація |
| 2002 | ALMA Award               | ALMA Awards                          | Outstanding Actress in a Television Series                   | «Клініка»                                       | Номінація |
| 2002 | OFTA Television Award    | Online Film & Television Association | Best Actress in a New Comedy Series                          | «Клініка»                                       | Номінація |